# 2447 Кронштадт
2447 Кронштадт (2447 Kronstadt) — астероїд головного поясу, відкритий 31 серпня 1973 року.
Тіссеранів параметр щодо Юпітера — 3,382.